# Daniel arap Moi
Daniel Toroitich arap Moi (Sacho, 2 september 1924 – Nairobi, 4 februari 2020) was van 1978 tot eind 2002 president van Kenia.

## Achtergrond en vroege carrière
Moi werd geboren in het district Baringo dat deel uitmaakt van de provincie Rift Valley. Hij behoorde tot het Kalenjin-volk. Moi werd door zijn moeder opgevoed, omdat zijn vader vroeg was overleden. Hij studeerde aan de kweekschool te Kapsabet en werkte van 1946 tot 1955 als schoolhoofd. In 1948 werd hij in de Wetgevende Vergadering van Rift Valley gekozen. Kenia was destijds nog een Britse kolonie. Tot 1957 leidde hij de kiesrechtbeweging van de Afrikanen. Deze beweging stelde algemeen kiesrecht voor Afrikanen ten doel. In 1957 werd Moi in de Wetgevende Vergadering van Kenia gekozen en in 1960 was hij samen met Ronald Ngala oprichter van de Kenya African Democratic Union (KADU, Keniase Afrikaanse Democratische Unie). De KADU was in tegenstelling tot de Kenya African National Union (KANU) voorstander van een federatie en zegde op te komen voor de belangen van de kleinere stammen, zoals Kalenjin, Kisii en Meru. Bij de verkiezingen van 1960 werd de KANU echter de grootste partij in de Wetgevende Raad.

## Ministerschap en vicepresidentschap
Van 1960 tot 1961 was Moi minister van Onderwijs in de voorlopige regering van de kolonie. In 1961 werd hij in het parlement gekozen voor het kiesdistrict Baringo North. Na de onafhankelijkheid van Kenia op 12 december 1963 fuseerde Moi's KADU met premier Jomo Kenyatta's KANU. Hiermee werd Kenia in feite een eenpartijstaat.
Moi werd in 1964 minister van Binnenlandse Zaken en in 1967 werd hij vicepresident van Kenia. In deze laatste functie trad hij op als Kenyatta's plaatsvervanger en diens voornaamste adviseur.

## President van Kenia
De vader van de onafhankelijkheid, president Jomo Kenyatta, overleed op 22 augustus 1978. De Mzee (= Wijze Oude man), werd als president opgevolgd door Daniel arap Moi. Op 14 oktober 1978 werd Moi door het parlement in zijn ambt bevestigd. Moi verklaarde de lijn van zijn voorganger voort te zetten. Zijn ambtsperiode wordt daarom Nyayo (= "voetstappen van...") genoemd. Hij beloofde ook hervormingen door te voeren en de corruptie te bestrijden. Daar kwam echter niet veel van terecht en de situatie bleef aanvankelijk grotendeels gelijk aan die onder zijn voorganger. 
Op 9 juni 1982 verklaarde president Moi zijn land tot eenpartijstaat (in feite een formaliteit, omdat de laatste oppositiepartij, de linkse Kenya People's Union van Oginga Odinga reeds in 1969 was "geneutraliseerd"). Hiertegen rees het nodige verzet.

## Mislukte staatsgreep van 1982
Moi kreeg te maken met de Kikuyu en de Luo, twee machtige stammen die sedert de onafhankelijkheid de dienst uitmaakten in Kenia. Zij zagen weinig in president Moi omdat die tot de Kalenjin behoort, een minderheidsgroep. Op 1 augustus 1982 pleegden luchtmachtsoldaten Hezekiah Ochuka en Pancras Oteyo Okumu (de laatste was een sergeant) met een groep samenzweerders een mislukte staatsgreep. De meeste van de luchtmachtsoldaten die aan de couppoging deelnamen, behoorden tot de Kikuyu of de Luo. Ochuka en Okumu wisten naar Tanzania te ontkomen en kregen daar asiel. Toen de coup bezworen was, werd de uit 2000 man bestaande luchtmacht ontbonden en werden 65 mensen veroordeeld tot gevangenisstraffen oplopend tot 25 jaar.

## Een strak regime
Na de mislukte couppoging veranderde Kenia in een autoritair geregeerde staat. Mensen konden zonder vorm van proces worden vastgezet wanneer de autoriteiten dit noodzakelijk achtten. Gevangenen werden niet zelden gemarteld. Ook wilde hij iedereen dwingen zoals hij op school bij de paters had geleerd westers gekleed te gaan of minstens een broek te dragen. Leden van volkeren zoals de Masaï die dit weigerden konden ook op gevangenisstraffen rekenen.
Ofschoon Kenia zich tot toeristenland ontwikkelde, schrokken de toeristen toch terug voor het politieke geweld in Kenia.
De toenemende invloed van de Sovjet-Unie in (Oost-)Afrika deed Moi besluiten om goede contacten op te bouwen met het Westen, en met name de Verenigde Staten. De VS kreeg in de jaren tachtig het recht om bases te openen aan de Keniaanse kust. De VS werd ook een belangrijke donor van Kenia, maar toen de martelingen toenamen stopte de VS zijn ontwikkelingshulp aan Kenia. De VS en andere westerse landen oefenden druk uit op Moi om de mensenrechten te respecteren en democratische hervormingen door te voeren. Tot de weinige groepen in eigen land die kritiek durfden te uiten op het bewind van Moi, behoorden de kerken (zowel de Rooms-Katholieke Kerk als de protestantse kerken). Van hun kritiek trok de - gelovige christelijke - president zich nog wat aan. In 1991 werd het meerpartijenstelsel ingevoerd. De presidentsverkiezingen van 1992 en 1997 werden door Moi gewonnen. Men vermoedde echter dat de verkiezingsuitslagen waren gemanipuleerd.

## Aftreden
Moi kon volgens de grondwet niet meedoen aan de presidentsverkiezingen van 2002. Als kandidaat van zijn KANU-partij schoof Moi Uhuru Kenyatta als presidentskandidaat naar voren. Moi hoopte dat Uhuru Kenyatta, als zoon van Kenia's eerste president Jomo Kenyatta, de verkiezingen zou winnen en dat de KANU zo in het zadel zou blijven. De Regenboogcoalitie van Mwai Kibaki won de presidentsverkiezingen. Op 30 december 2002 werd Kibaki als president van Kenia geïnstalleerd.

## Persoonlijk leven
Daniel arap Moi is in 1950 getrouwd met Helena (Lena) Bommet. Het echtpaar heeft 8 kinderen; 3 dochters en 5 zonen. Moi rekende zichzelf tot het christendom.
- Bibsys: 90367557
- Bibliothèque nationale de France: cb12473389q (data)
- CiNii: DA05577333
- Gemeinsame Normdatei: 121926486
- International Standard Name Identifier: 0000 0001 1455 239X
- Library of Congress Control Number: n81092479
- National Archives and Records Administration: 10568220
- Bibliotheek van het Japanse parlement: 00471784
- Nationale Bibliotheek van Israël: 987012473572105171
- Nederlandse Thesaurus van Auteursnamen: 073283428
- SNAC: w64v9zgz
- Système universitaire de documentation: 079704662
- Virtual International Authority File: 171149066563565601434